# Amphibole Peak
L'Amphibole Peak è una vetta antartica situata 7 km a nord del Monte Llano; con i suoi 1.660 m di altezza è la più alta elevazione delle Gabbro Hills, che fanno parte dei Monti della Regina Maud, in Antartide. 
La denominazione è stata assegnata dalla New Zealand Geological Survey Antarctic Expedition (1963–64) in seguito ai ritrovamenti di minerali del gruppo dell'anfibolo nelle sue pendici.